# Bekir Pakdemirli
Pour les articles homonymes, voir Pakdemirli.
Bekir Pakdemirli, né le 10 novembre 1973 à Izmir (Turquie), est un homme d'affaires et personnalité politique turc qui a été ministre de l'Agriculture et des Forêts.

## Biographie
Bekir Pakdemirli naît à Izmir en 1973. Son père, Ekrem Pakdemirli, et un homme politique qui a brièvement servi comme vice-Premier ministre en 1991.
Il étudie l'administration des affaires à l'université Bilkent. Après avoir obtenu son baccalauréat, il poursuit ses études à l'Université de Başkent et obtient une maîtrise en administration des affaires puis un doctorat de l'Université Celal Bayar,.
Après avoir terminé ses études, Pakdemirli travaille comme entrepreneur dans les domaines de l'alimentation, de l'agriculture, de l'élevage, de la technologie et de l'automobile. Il cofonde et dirige diverses sociétés et est directeur général d'une grande entreprise et d'une société alimentaire publique. Après avoir occupé un poste de cadre supérieur dans une entreprise alimentaire internationale, il travaille également comme consultant dans la même entreprise. Il est membre du conseil d'administration de l'opérateur de réseau mobile Turkcell, de la chaîne de magasins discount BİM et de la banque Albaraka Türk,.
Entre 2018 et 2022, Pakdemirli est ministre de l'Agriculture et des Forêts dans le quatrième cabinet d'Erdoğan.